# Eronia
Eronia es un género de mariposas de la familia Pieridae (subfamilia Pierinae, tribu Colotini). Incluye dos especies y dos subespecies, que se distribuyen por África.

## Especies
- Eronia cleodora (Hübner, 1823)
- Eronia leda (Boisduval, 1847)